# 克里人 (漫畫)
克里人（英語：Kree）是漫威漫画中一个虚构的科学和技术先进的军国主义的外星人种族。他们的母星是大麦哲伦星雲中的哈拉星（Hala）。克里人中有一部分具有蓝色的皮肤，除此之外他们的外表和人类相似。

## 生理特徵
克里人最早是藍膚色，後與其他種族混血後發展出類似地球白種人的粉紅膚色亞種，之後這類粉紅膚色人數後來居上，但藍色人種在克里人社會仍擁有舉足輕重的影響力，例如控訴者羅南即出身於藍色族群。
克里人的母星哈拉星重力遠大於地球，這使得克里人擁有強大的肉體力量，由於哈拉星的空氣成分與地球不同，所以他們除非透過特殊科技，否則難以在地球呼吸。

## 出版历史
克里人最早出现于《驚奇四超人》#65（1967年8月），由史丹·李和杰克·科比创造。

## 著名成員
- 控訴者羅南
- 驚奇隊長 (邁-威爾)
- 密涅瓦博士（英语：Doctor Minerva）

## 其他媒體

### 漫威電影宇宙
- 克里人出現於漫威電影宇宙，包括影集《神盾局特工》、電影《星際異攻隊》及《驚奇隊長》。